# Gran Premio d'Olanda 1983
Il Gran Premio d'Olanda 1983 è stata la dodicesima prova della stagione 1983 del Campionato mondiale di Formula 1. Si è corsa domenica 28 agosto 1983 sul Circuito di Zandvoort. La gara è stata vinta dal francese René Arnoux su Ferrari; per il vincitore si trattò del settimo, e ultimo, successo nel mondiale. Ha preceduto sul traguardo il connazionale Patrick Tambay, anch'egli su Ferrari e il britannico John Watson su McLaren-Ford Cosworth. Per Watson questo fu il ventesimo, e ultimo, podio in una gara del mondiale.

## Vigilia

### Sviluppi futuri
Keke Rosberg venne confermato alla Williams anche per la stagione 1984. Venne annunciato che l'Osella avrebbe avuto a disposizione, nel 1984, un motore turbo dell'Alfa Romeo.

### Aspetti tecnici
La gara vide l'esordio per la McLaren MP4/1E, motorizzata col propulsore turbo TAG-Porsche, nato dalla collaborazione tra la società lussemburghese e il costruttore tedesco, che rientrava in F1 dopo quasi vent'anni (ultima apparizione proprio al Gran Premio d'Olanda 1964, con Carel Godin de Beaufort alla guida di una vettura costruita dalla Porsche stessa). Il motore proponeva una potenza misurata in 600 cv a 11.000 giri. La vettura, che possedeva degli iniettrori Bosch, ed era stata ridisegnata nella parte posteriore, venne affidata, nell'unico esemplare presente, a Niki Lauda.
La Tyrrell decise di impiegare, per tutto il weekend, il nuovo modello 012, solo testato in Austria. Anche in questo caso il solo Michele Alboreto ebbe a disposizione il nuovo modello.

### Aspetti sportivi
A differenza dell'edizione 1982, che venne organizzata solo all'ultimo momento, che comportò la difficoltà di vendere biglietti anche all'estero, l'edizione del 1983 venne regolarmente preparata, tanto che il numero di biglietti venduti doppiò quelli dell'anno 1982.
Tra il 18 e il 19 agosto il Circuito di Monza ospitò ben 9 scuderie per una sessione di test. Nella prima giornata di prove il più veloce fu Nelson Piquet, mentre nella seconda giornata toccò ad Andrea De Cesaris. Alle prove assistette anche Clay Regazzoni, che tornava a visitare il circus per la prima volta dopo l'incidente di Long Beach.

## Qualifiche

### Resoconto
Nella prima giornata di prove ufficiali venne sancita la superiorità delle vetture motorizzate dalla Renault: Elio De Angelis concluse primo, davanti ad Alain Prost (Renault) e all'altro pilota della Lotus Nigel Mansell. Fu ottima, in generale, la prestazione delle vetture gommate dalla Pirelli; oltre il risultato della Lotus, fu valido anche quello della Toleman, con Derek Warwick sesto. Il miglior pilota che correva su una vettura a motore a pressione atmosferica fu Michele Alboreto, quattordicesimo.
Chiuse quarto Patrick Tambay, mentre deluse l'altro ferrarista René Arnoux che ottenne solo il dodicesimo posto. Le vetture italiane non avevano preso parte ai test effettuati a luglio, per cui si trovarono nella necessità di mettere a punto le vetture in maniera più approfondita. Arnoux, inoltre, patì problemi al motore sia sulla vettura titolare che sul muletto. Deluse anche il comportamento della Brabham.
Al sabato Nelson Piquet ottenne la pole position, l'ottava della sua carriera nel mondiale. Il brasiliano interruppe una striscia di 5 pole position consecutive della Ferrari, e di 10 per piloti francesi. Essa fu la prima partenza al palo, per una vettura a motore BMW, dal Gran Premio d'Austria 1982, ottenuta sempre da Piquet. In prima fila si pose Patrick Tambay, staccato di sette decimi. De Angelis scalò terzo: il pilota romano, nel primo tentativo veloce, fu penalizzato da un problema a uno pneumatico, mentre, nel secondo tentativo, venne rallentato da Danny Sullivan. La giornata fu caratterizzata da un grande nervosismo tra i piloti. Andrea De Cesaris e Riccardo Patrese ebbero un malinteso che portò a una lunga sfida in pista fra i due. Il diverbio proseguì anche ai box. Nelson Piquet sfiorò la collisione con Arnoux. Il francese, dodicesimo al venerdì, risalì solo al decimo posto; chiuse diciannovesimo Niki Lauda, che aveva portato al debutto la nuova McLaren a motore TAG-Porsche.

### Risultati
Nella sessione di qualifica si è avuta questa situazione:
| Pos | Nº | Pilota             | Costruttore             | Tempo    | Griglia |
| --- | -- | ------------------ | ----------------------- | -------- | ------- |
| 1   | 5  | Nelson Piquet      | Brabham-BMW             | 1'15"630 | 1       |
| 2   | 27 | Patrick Tambay     | Ferrari                 | 1'16"370 | 2       |
| 3   | 11 | Elio de Angelis    | Lotus-Renault           | 1'16"411 | 3       |
| 4   | 15 | Alain Prost        | Renault                 | 1'16"611 | 4       |
| 5   | 12 | Nigel Mansell      | Lotus-Renault           | 1'16"711 | 5       |
| 6   | 6  | Riccardo Patrese   | Brabham-BMW             | 1'16"940 | 6       |
| 7   | 35 | Derek Warwick      | Toleman-Hart            | 1'17"198 | 7       |
| 8   | 22 | Andrea De Cesaris  | Alfa Romeo              | 1'17"233 | 8       |
| 9   | 9  | Manfred Winkelhock | ATS-BMW                 | 1'17"306 | 9       |
| 10  | 28 | René Arnoux        | Ferrari                 | 1'17"397 | 10      |
| 11  | 16 | Eddie Cheever      | Renault                 | 1'17"676 | 11      |
| 12  | 23 | Mauro Baldi        | Alfa Romeo              | 1'17"887 | 12      |
| 13  | 36 | Bruno Giacomelli   | Toleman-Hart            | 1'17"902 | 13      |
| 14  | 29 | Marc Surer         | Arrows-Ford Cosworth    | 1'19"696 | 14      |
| 15  | 7  | John Watson        | McLaren-Ford Cosworth   | 1'19"787 | 15      |
| 16  | 40 | Stefan Johansson   | Spirit-Honda            | 1'19"966 | 16      |
| 17  | 2  | Jacques Laffite    | Williams-Ford Cosworth  | 1'19"979 | 17      |
| 18  | 3  | Michele Alboreto   | Tyrrell-Ford Cosworth   | 1'20"149 | 18      |
| 19  | 8  | Niki Lauda         | McLaren-TAG Porsche     | 1'20"169 | 19      |
| 20  | 33 | Roberto Guerrero   | Theodore-Ford Cosworth  | 1'20"190 | 20      |
| 21  | 30 | Thierry Boutsen    | Arrows-Ford Cosworth    | 1'20"245 | 21      |
| 22  | 25 | Jean-Pierre Jarier | Ligier-Ford Cosworth    | 1'20"247 | 22      |
| 23  | 1  | Keke Rosberg       | Williams-Ford Cosworth  | 1'20"391 | 23      |
| 24  | 26 | Raul Boesel        | Ligier-Ford Cosworth    | 1'20"660 | 24      |
| 25  | 31 | Corrado Fabi       | Osella-Alfa Romeo       | 1'20"815 | 25      |
| 26  | 4  | Danny Sullivan     | Tyrrell-Ford Cosworth   | 1'20"842 | 26      |
| NQ  | 32 | Piercarlo Ghinzani | Osella-Alfa Romeo       | 1'21"763 | NQ      |
| NQ  | 34 | Johnny Cecotto     | Theodore-Ford Cosworth  | 1'20"955 | NQ      |
| NQ  | 17 | Kenny Acheson      | RAM March-Ford Cosworth | 1'23"093 | NQ      |

## Gara

### Resoconto
Il warm up evidenziò la superiorità delle vetture gommate dalla Michelin, rispetto a quelle della Goodyear; alla Brabham dovettero sostituire il motore sulla monoposto di Nelson Piquet, mentre su quella di Riccardo Patrese venne riparata una perdita d'olio. 

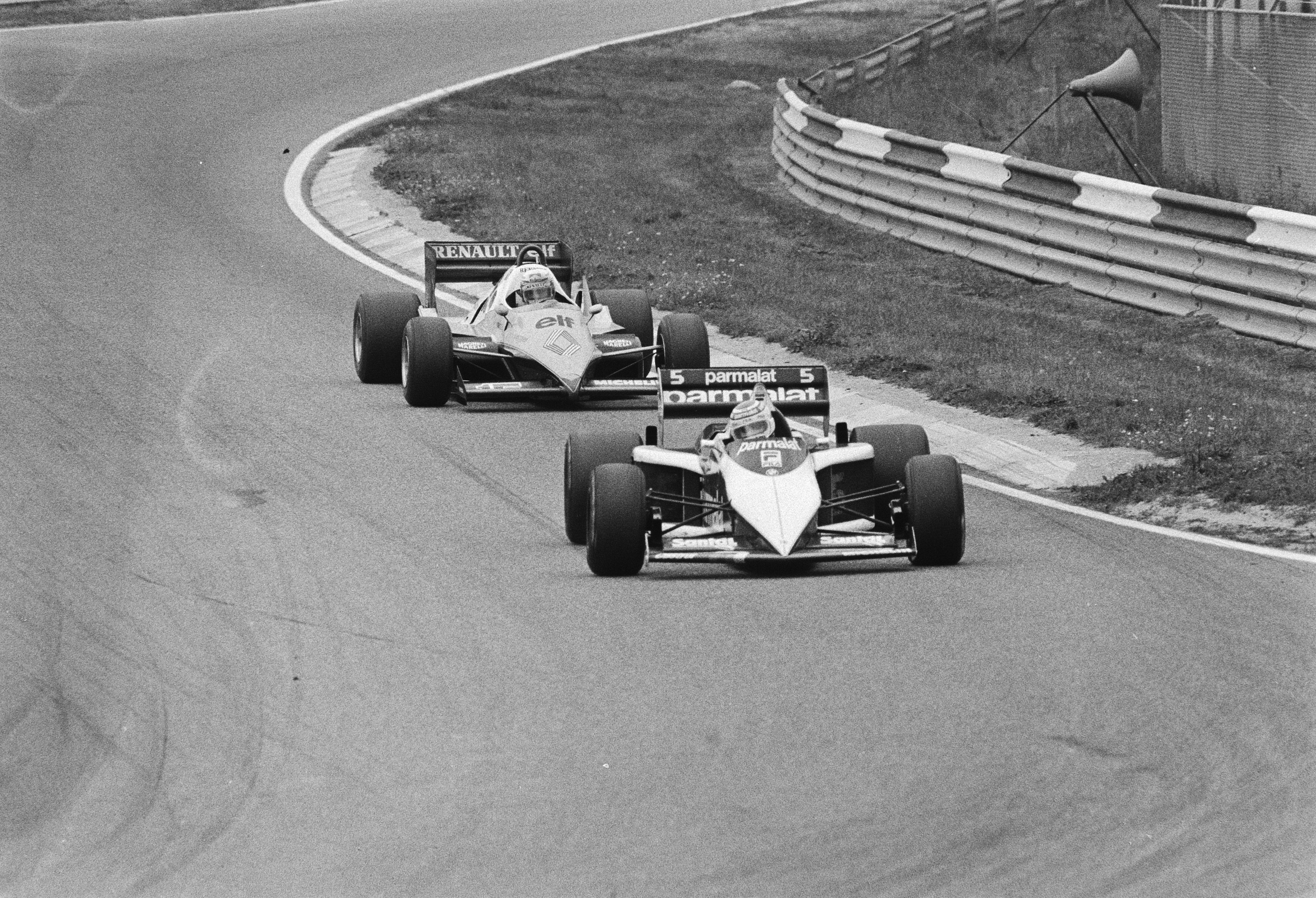
Nelson Piquet e Alain Prost dettero vita a un lungo duello per la vittoria, che terminò con un incidente tra i due.

Nel giro di formazione si verificò un problema al motore della vettura di Manfred Winkelhock: il pilota tedesco però riprese il via quando ormai il giro era quasi completato ma, invece di partire dal fondo del plotone, come previsto dal regolamento, partì dalla settima piazzola, come stabilito dalle qualifiche.
Al via Nelson Piquet mantenne il comando della gara, seguito dalle due Renault, Riccardo Patrese, Andrea De Cesaris, Elio De Angelis e René Arnoux. Nigel Mansell, nel tentativo di passare Patrese, uscì di pista, perdendo diverse posizioni. Chi fu autore di una partenza ben peggiore fu Patrick Tambay, che si ritrovò solo ventunesimo. Arnoux, al giro 2, passò De Angelis.
Al quinto giro Prost prese la seconda posizione al compagno di team Cheever, mentre si ritirò De Cesaris, per l'esplosione del turbo. All'ottavo giro Cheever, che scontava dei problemi al propulsore, cedette un'altra posizione, questa volta a Patrese. Lo statunitense tentò, senza successo, di riprendersi la terza posizione, al giro seguente. Poco dopo si ritirò anche De Angelis, mentre era al settimo posto.
Al giro 15, alla prima curva del tracciato, René Arnoux sorpassò Cheever, che così scalò quinto. Nelson Piquet continuava a comandare il gran premio, con sei secondi e sei decimi di vantaggio su Alain Prost e oltre quattordici sull'altro pilota della Brabham, Patrese. Al giro 21, sfruttando un doppiaggio, Arnoux cercò di sorprendere Patrese, ma il pilota padovano riuscì a mantenere il terzo posto. Il ferrarista si rifece, però, il giro dopo.
Al ventisettesimo giro Nigel Mansell errò nella frenata, al momento di un tentativo di sorpasso a Derek Warwick, andò in testacoda, e terminò la sua gara nella via di fuga. Al giro 32, un errore di cambiata di Patrese, permise a Eddie Cheever di recuperare il quarto posto. Un giro dopo, Warwick, che era sesto, effettuò una lunga sosta per il rabbocco di carburante: ciò lo fece scendere al dodicesimo posto.
Nei giri successivi Prost si avvicinò a Piquet, mentre, al giro 38, fu il turno della sosta per Cheever. Ciò consentì a Patrick Tambay di entrare in zona punti, dopo una lunga rimonta. Il giro seguente, l'altro ferrarista, Arnoux, effettuò il suo pit stop: fu così rapido che rientrò in gara sempre terzo.
Al giro 40 Cheever decise di ritirarsi, per i problemi al motore. Giunto ai box venne invitato a proseguire la gara dai membri della sua scuderia: uscendo dai box lo statunitense colpì il tecnico della ATS Gustav Brunner; Cheever proseguì il gran premio, mentre Brunner venne soccorso dai meccanici della ATS. La gara di Cheever terminò dopo un giro. Anche Patrese effettuò una sosta rapida, rientrando sesto, dietro a Tambay.
Al quarantaduesimo giro vi fu la svolta della gara: Alain Prost attaccò Nelson Piquet alla curva Tarzan, bloccò però le ruote anteriori: la vettura si intraversò e colpì quella di Piquet. Il brasiliano perse il controllo della sua Brabham, e terminò nella via di fuga, ritirandosi. Prost proseguì, ma poche centinaia di metri dopo, un nuovo bloccaggio delle ruote lo costrinse all'uscita di pista, e al primo abbandono della stagione.
René Arnoux si trovò al comando della gara, davanti a Riccardo Patrese, Patrick Tambay, John Watson e Derek Warwick. Le soste di Tambay e Watson non modificarono la classifica.
Al cinquantunesimo giro Manfred Winkelhock venne fermato dai commissari con le bandiere nere, per i sorpassi effettuati durante il giro di formazione. Arnoux comandava la gara con un ampio margine, anche se si lamentò, durante un doppiaggio di Bruno Giacomelli, dell'atteggiamento del pilota della Toleman.
Negli ultimi giri, approfittando della perdita di potenza del motore BMW della vettura di Patrese, Patrick Tambay si avvicinò all'italiano, passandolo al giro 67. La situazione del pilota padovano era al limite del ritiro: scelse però di proseguire, dovendo però cedere diverse posizioni negli ultimi giri.
René Arnoux vinse per la settima, e ultima volta, nel mondiale di F1. Precedette il compagno di team Patrick Tambay, con la Scuderia Ferrari che colse la sua trentaseiesima doppietta. John Watson colse il ventesimo, e ultimo podio, in F1. Derek Warwick chiuse quarto cogliendo i primi punti per lui, per la Toleman e per i motori Hart.

### Risultati
I risultati del gran premio furono i seguenti:
| Pos | No | Pilota             | Costruttore             | Giri | Tempo/Ritiro           | Pos. Griglia | Punti |
| --- | -- | ------------------ | ----------------------- | ---- | ---------------------- | ------------ | ----- |
| 1   | 28 | René Arnoux        | Ferrari                 | 72   | 1h38'41"950            | 10           | 9     |
| 2   | 27 | Patrick Tambay     | Ferrari                 | 72   | + 20"839               | 2            | 6     |
| 3   | 7  | John Watson        | McLaren-Ford Cosworth   | 72   | + 43"741               | 15           | 4     |
| 4   | 35 | Derek Warwick      | Toleman-Hart            | 72   | + 1'16"839             | 7            | 3     |
| 5   | 23 | Mauro Baldi        | Alfa Romeo              | 72   | + 1'24"292             | 12           | 2     |
| 6   | 3  | Michele Alboreto   | Tyrrell-Ford Cosworth   | 71   | + 1 giro               | 18           | 1     |
| 7   | 40 | Stefan Johansson   | Spirit-Honda            | 70   | + 2 giri               | 16           |       |
| 8   | 29 | Marc Surer         | Arrows-Ford Cosworth    | 70   | + 2 giri               | 14           |       |
| 9   | 6  | Riccardo Patrese   | Brabham-BMW             | 70   | + 2 giri               | 6            |       |
| 10  | 26 | Raul Boesel        | Ligier-Ford Cosworth    | 70   | + 2 giri               | 24           |       |
| 11  | 31 | Corrado Fabi       | Osella-Alfa Romeo       | 68   | Motore                 | 25           |       |
| 12  | 33 | Roberto Guerrero   | Theodore-Ford Cosworth  | 68   | + 4 giri               | 20           |       |
| 13  | 36 | Bruno Giacomelli   | Toleman-Hart            | 68   | Testacoda              | 13           |       |
| 14  | 30 | Thierry Boutsen    | Arrows-Ford Cosworth    | 65   | Motore                 | 21           |       |
| Rit | 1  | Keke Rosberg       | Williams-Ford Cosworth  | 53   | Iniezione              | 23           |       |
| SQ  | 9  | Manfred Winkelhock | ATS-BMW                 | 50   | Squalificato           | 9            |       |
| Rit | 5  | Nelson Piquet      | Brabham-BMW             | 41   | Collisione con A.Prost | 1            |       |
| Rit | 15 | Alain Prost        | Renault                 | 41   | Testacoda              | 4            |       |
| Rit | 16 | Eddie Cheever      | Renault                 | 39   | Problemi elettrici     | 11           |       |
| Rit | 2  | Jacques Laffite    | Williams-Ford Cosworth  | 37   | Tenuta di strada       | 17           |       |
| Rit | 12 | Nigel Mansell      | Lotus-Renault           | 26   | Testacoda              | 5            |       |
| Rit | 8  | Niki Lauda         | McLaren-TAG Porsche     | 25   | Freni                  | 19           |       |
| Rit | 4  | Danny Sullivan     | Tyrrell-Ford Cosworth   | 20   | Motore                 | 26           |       |
| Rit | 11 | Elio De Angelis    | Lotus-Renault           | 12   | Problemi elettrici     | 3            |       |
| Rit | 22 | Andrea De Cesaris  | Alfa Romeo              | 5    | Motore                 | 8            |       |
| Rit | 25 | Jean-Pierre Jarier | Ligier-Ford Cosworth    | 3    | Sospensione            | 22           |       |
| NQ  | 32 | Piercarlo Ghinzani | Osella-Alfa Romeo       |      |                        |              |       |
| NQ  | 34 | Johnny Cecotto     | Theodore-Ford Cosworth  |      |                        |              |       |
| NQ  | 17 | Kenny Acheson      | RAM March-Ford Cosworth |      |                        |              |       |

## Classifiche

### Piloti
| Pos. | Pilota            | Punti |
| ---- | ----------------- | ----- |
| 1    | Alain Prost       | 51    |
| 2    | René Arnoux       | 43    |
| 3    | Nelson Piquet     | 37    |
| 4    | Patrick Tambay    | 37    |
| 5    | Keke Rosberg      | 25    |
| 6    | John Watson       | 22    |
| 7    | Eddie Cheever     | 17    |
| 8    | Niki Lauda        | 12    |
| 9    | Jacques Laffite   | 11    |
| 10   | Michele Alboreto  | 10    |
| 11   | Andrea De Cesaris | 6     |
| 12   | Nigel Mansell     | 6     |
| 13   | Riccardo Patrese  | 4     |
| 14   | Marc Surer        | 4     |
| 15   | Derek Warwick     | 3     |
| 16   | Mauro Baldi       | 3     |
| 17   | Danny Sullivan    | 2     |
| 18   | Johnny Cecotto    | 1     |

### Costruttori
| Pos. | Team                   | Punti |
| ---- | ---------------------- | ----- |
| 1    | Ferrari                | 80    |
| 2    | Renault                | 68    |
| 3    | Brabham-BMW            | 41    |
| 4    | Williams-Ford Cosworth | 36    |
| 5    | McLaren-Ford Cosworth  | 34    |
| 6    | Tyrrell-Ford Cosworth  | 12    |
| 7    | Alfa Romeo             | 9     |
| 8    | Lotus-Renault          | 5     |
| 9    | Arrows-Ford Cosworth   | 4     |
| 10   | Toleman-Hart           | 3     |
| 11   | Theodore-Ford Cosworth | 1     |
| 12   | Lotus-Ford Cosworth    | 1     |